# Mimosa macedoana
Mimosa macedoana är en ärtväxtart som beskrevs av Arturo Erhardo Erardo Burkart. Mimosa macedoana ingår i släktet mimosor, och familjen ärtväxter. Inga underarter finns listade i Catalogue of Life.